# استیون لاج
 استیون لاج  (به انگلیسی: Stephen Lodge) (زاده ۲۶ نوامبر ۱۹۵۲ - بارنزلی) داور سابق اهل انگلستان است.
وی داوری را از دهه ۱۹۸۰ شروع کرده و از سال ۱۹۹۲ تا ۱۹۹۷ میلادی در لیست داوران فیفا قرار داشته‌است.